# دوري كرة القدم الأمريكية 1961–62
دوري كرة القدم الأمريكية 1961–62 هو موسم من دوري كرة القدم الأمريكية ‏. فاز فيه Philadelphia Ukrainians ‏.